# سیلوانو ترانکوئیلی
سیلوانو ترانکوئیلی (ایتالیایی: Silvano Tranquilli؛ ‏ ۲۶ اکتبر ۱۹۲۵ – ۱۰ مهٔ ۱۹۹۷) بازیگر و صداپیشه اهل ایتالیا بود.
از فیلم‌هایی که وی در آن نقش داشته‌است، می‌توان به شگرد یک عشق، تونی آرزنتا، گل آفتابگردان، دون بوسکو، بسیار لذت‌بخش، کاملاً مرده، فرانک بدجنس و تونی بی‌مخ، بطن سیاه رتیل، در زیر پلکان باستانی، میلان می‌لرزد: پلیس به‌دنبال عدالت، پروانه خون‌آلود، زنان روستایی کم‌حرف، با صدای بلند شلیک کن و بخند قبل از مرگ اشاره کرد.